# Boston-Marathon 1961
| 65. Boston-Marathon    | 65. Boston-Marathon        |
| ---------------------- | -------------------------- |
| Stadt                  | Boston, Vereinigte Staaten |
| Datum                  | 19. April 1961             |
| Distanz                | 42,195 Kilometer           |
| Sieger                 |                            |
| Männer                 | Eino Oksanen (2:23:29 h)   |
| ← Boston-Marathon 1960 | Boston-Marathon 1962 →     |
| Website                | Offizielle Website         |

Der Boston-Marathon 1961 war die 65. Ausgabe der jährlich stattfindenden Laufveranstaltung in Boston, Vereinigte Staaten. Der Marathon fand am 19. April 1961 statt.
Es gewann Eino Oksanen in 2:23:29 h.

## Ergebnis
| Platz | Athlet                | Land                   | Zeit (h) |
| ----- | --------------------- | ---------------------- | -------- |
| 01    | Eino Oksanen          | Finnland               | 2:23:29  |
| 02    | John J. Kelley        | Vereinigte Staaten     | 2:23:54  |
| 03    | Frederick Norris      | Vereinigtes Königreich | 2:25:46  |
| 04    | Gordon McKenzie       | Vereinigte Staaten     | 2:28:40  |
| 05    | Olavi-Adrian Manninen | Finnland               | 2:29:46  |
| 06    | George Terry          | Vereinigte Staaten     | 2:30:20  |
| 07    | Garnett Williams      | Vereinigte Staaten     | 2:32:22  |
| 08    | Adolf Gruber          | Österreich             | 2:32:49  |
| 09    | James Green           | Vereinigte Staaten     | 2:32:58  |
| 10    | Ed Duncan             | Vereinigte Staaten     | 2:33:46  |